# Oscar Olivera
Oscar Olivera Foronda là một trong các nhà lãnh đạo chủ yếu của các cuộc phản kháng chống lại sự Tư nhân hóa việc cung cấp nước tiêu dùng ở Bolivia. Kết quả của các cuộc phản kháng này là một biến cố được gọi là Chiến tranh nước ở Cochabamba (Cochabamba Water Wars). Ngày nay, ông là một trong các nhà lãnh đạo chính của các cuộc phản kháng việc khai thác khí thiên nhiên ở Bolivia.
Oscar Olivera đã đoạt Giải Môi trường Goldman năm 2001.

## Tác phẩm
- Oscar Olivera, Tom Lewis: Cochabamba!: Water Rebellion in Bolivia (Taschenbuch), South End Press, 2004, ISBN 978-0-89608-702-6